# Woody's Roundup
El rodeo de Woody (en inglés Woody's Roundup) es una serie de televisión ficticia de los años 1950, mencionada en la película de 1999 Toy Story 2. Patrocinada por la marca de cereales ficticia "Cowboy Crunchies" (Vaqueros Crujientes), la serien contenía una temática wéstern y era protagonizada por marionetas.

## Historia
En Toy Story 2, se dice que esta serie emitió desde 1949 a 1957 y tuvo una recepción muy popular, especialmente, su personaje principal el Sheriff Woody. Sin embargo, en la película se menciona que la serie fue cancelada al iniciarse la carrera espacial, con el lanzamiento del Sputnik 1, debido a que las series y juguetes wésterns perdieron la popularidad entre los niños, quienes ahora estaban más interesados en la temática espacial.

## Personajes
- El Sheriff Woody.
- La vaquerita Jessie.
- El caballito Perdigón / Tiro al Blanco (Bullseye en inglés).
- El capataz Oloroso Pete (Prospector en inglés).

## Letra de la canción del rodeo de Woody
- Qué rodeo,
- Woody ya está aquí.
- Ha llegado,
- Nos vamos a divertir.
- Con Jessie la vaquerita,
- "Yoo-dee-lai-yoo-de-lai-yoo-doo-lii-doo-dee"
- Tiro su potro fiel,
- "nijiji (Es un tiro)"
- Pete esta con ellos,
- "¿Alguien ha visto mi pica?"
- Leyenda es de verdad,
- Ahí viene el Comisario Woody,
- Siempre el mejor.

CORO:
- ¡Héroe sólido, mágico, inquebrantable!
- ¡Woody llegó!

CORO:
- Y con Woody,
- Vengan por acá.
- Pues con Woody,
- El ceño no fruncirán.
- Los pillos huyen,
- Si Woody cerca está.

CORO:
- ¡Héroe sólido, mágico, inquebrantable!
- ¡Woody llegó!
- ¡El rodeo!